# Ipomoea beninensis
Espèce
Ipomoea beninensis est une espèce de plantes de la famille des Convolvulaceae, endémique des régions septentrionales du Bénin, décrite en 2004 par Akoègn., Lisowski et Sinsin,,.
Avec Thunbergia atacorensis et Cissus kouandeensis, cette espèce forme un ensemble de trois plantes nouvellement décrites, démontrant l'importance de la réserve des secteurs protégés et transfrontaliers de W, Pendjari et Arly, pour la conservation de la biodiversité. Les 46 occurrences de l'espèce répertoriées par Global Biodiversity Information Facility (GBIF) se trouvent dans sept (7) localités, situées dans deux régions du centre et du nord du Bénin, entre 9°2’ et 11° de latitude nord, dans des savanes boisées et les forêts claires,.
Ipomoea beninensis est une espèce proche d’Ipomoea welwitshii et d’Ipomoea vernalis. Elle diffère d’Ipomoea welwitshii surtout par les feuilles arrondies et le plus souvent émarginées au sommet, et par les graines non glabres. Elle a une souche souterraine très ligneuse et non tubériforme. Elle diffère d’Ipomoea vernalis par la présence de longues tiges prostrées (et non seulement dressées), par les feuilles non aiguës, et par les graines non pubescentes.

## Description

### Aspect général
Ipomoea beninensis est une herbe vivace, glabre, à forte souche ligneuse souterraine. Ses tiges sont cylindriques, subligneuses dans les parties inférieures. Les tiges fertiles sont dressées, atteignant 60 cm de haut, avec des tiges stériles plus ou moins prostrées, pouvant atteindre 1,2 m de longueur.

### Feuilles
Les feuilles d’Ipomoea beninensis sont alternes, simples et pétiolées.
Elles ont un pétiole de 2 à 12 mm de longueur.
Le limbe foliaire est entier, oblong à oblancéolé, de 1,5 à 6(−7)cm de longueur et 0,7 à 2 cm de large, cunéé à subarrondi  la base, arrondi et le plus souvent émarginé au sommet, terminé par un mucron, presque concolore.
La nervation est pennée, bien apparente et proéminente en dessous du limbe.
Les feuilles ont des nervures latérales de 4 à 6 paires, ascendantes.

### Fleurs
Les fleurs d’Ipomoea beninensis sont axillaires, solitaires ou en cymes pauciflores. Les deux bractéoles sont opposées à subopposées, lancéolées, de 3 mm de longueur, acuminées au sommet. Elles ont un pédicelle de 10 à 11 mm de longueur, s'élargissant vers le sommet, côtelé.
Les sépales sont glabres, avec des externes ovales, plus courts que les internes, épais, de 8 à 9 mm de longueur, obtus à arrondis et mucronés au sommet. Les sépales internes peuvent atteindre 12 mm de longueur, sont translucides sur le bord, obtus et longuement mucronés au sommet.
La corolle est infundibuliforme, mauve, glabre, d'environ 5 cm de longueur, étamines et pistil inclus.
Les étamines sont au nombre de 5, dont 2 à filet court et 3 à filet long. Le filet a une base aplatie et est densément couverte de poils glandulaires. Les grains de pollen sont échinulés. Les étamines ont un style filiforme, épaissi à la base et glabre, de 25 mm de longueur. Les stigmates sont biglobuleux, chacun de 2 mm de large.

### Fruits
Les fruits sont constitués de capsules subglobuleuses, de 1,2 cm de diamètre, glabres, surmontées d'un bec très aigu. Ce bec provient de la base persistante du style.
Les graines sont suborbiculaires, comprimées, de 6 mm de diamètre. Elles sont densément couvertes d'un tomentum brun.